# David Raya
David Raya Martín (n. 15 septembrie 1995, Barcelona, Catalonia, Spania) este un fotbalist profesionist spaniol care evoluează pe post de portar la Arsenal în Premier League și la echipa națională a Spaniei.
Raya și-a început cariera de seniori în Anglia la Blackburn Rovers. Și-a făcut debutul profesionist ca parte a echipei care a fost promovată din League One în 2018. Raya s-a transferat la echipa din Championship Brentford în 2019 și a făcut parte din echipa care a reușit promovarea în Premier League în 2021. Și-a făcut debutul internațional cu Spania în 2022.

## Titluri
Blackburn Rovers
- Promovarea de pe locul doi în EFL League One: 2017–18[2]

Brentford
- Play-off-urile din EFL Championship: 2021[3]

Spania
- Campionatul European UEFA: 2024[4]
- Liga Națiunilor UEFA: 2022–23[5]

Individual
- Golden Glove din EFL Championship: 2019–20 [6]
- Golden Glove din Premier League: 2023–24 [7]